# Bibugn
Bibugn est un des 105 woredas de la région Amhara, en Éthiopie.

## Situation
Situé aux environs de 2 318 m d'altitude dans la zone Misraq Godjam de la région Amhara, le woreda est bordé au sud par Sinan (en), à l'ouest par Dega Damot dans la zone Mirab Godjam et à l'est par Hulet Ej Enese.
Digua Tsion, Weyin Wuha et Wabirr sont les principales localités du woreda.

## Démographie
D'après le recensement national de 2007 réalisé par l'Agence centrale de statistique d'Éthiopie, le woreda compte 82 002 habitants et 7.6% de la population est urbaine. La quasi-totalité des habitants (99.13%) sont orthodoxes.
Avec une superficie de 399,79 km2[réf. souhaitée], le woreda a une densité de population de 205,11 personnes par km2 ce qui est supérieur à la moyenne de la zone.